# Milan Škoda
Milan Škoda (Vinohrady (Praag), 16 januari 1986) is een Tsjechisch profvoetballer die doorgaans als aanvaller speelt. Škoda debuteerde in 2015 in het Tsjechisch voetbalelftal.

## Clubcarrière
Škoda begon met voetballen bij ČAFC Praag. Hij debuteerde in 2004 in het betaald voetbal in het shirt van Bohemians 1905. Hij speelde in 2005 en 2006 op huurbasis voor respectievelijk FK Mladá Boleslav en Sokol Manětín, waarna hij een vaste waarde werd bij Bohemians. Begin 2012 ging hij op huurbasis voor Slavia Praag spelen. Die club nam hem die zomer over van Bohemians.
Škoda speelde acht jaar voor Slavia Praag. Hij maakte op 21 februari 2015 voor het eerst in zijn profcarrière een hattrick. Hij maakte die dag zowel de 0–1, 1–2 als 1–3 in een met diezelfde cijfers gewonnen competitiewedstrijd uit bij FC Slovan Liberec. Škoda werd in het seizoen 2016/17 met Slavia voor het eerst in zijn carrière landskampioen. Hij droeg hier zelf aan bij met onder meer vijftien doelpunten. Hiermee werd hij gedeeld topscorer van de Tsjechische competitie, samen met David Lafata. Škoda scoorde een seizoen eerder nog negentien keer, maar toen bleef Lafata hem één doelpunt voor. Hij won ook in 2018/19 het landskampioenschap met Slavia en in zowel 2017/18 als 2018/19 de nationale beker.
Na meer dan 200 wedstrijden voor Slavia Praag tekende Škoda in januari 2020 transfervrij bij Çaykur Rizespor. Medio 2021 ging hij naar FK Mladá Boleslav.

## Interlandcarrière
Škoda debuteerde op 12 juni 2015 onder bondscoach Pavel Vrba in het Tsjechisch voetbalelftal, in een met 2–1 verloren kwalificatiewedstrijd voor het EK 2016 thuis tegen IJsland. Hij viel die dag na 79 minuten in voor Lukáš Vácha. Škoda maakte op 3 september 2015 zijn eerste en tweede interlanddoelpunten. Hiermee hielp hij Tsjechië aan een 2–1 overwinning in een EK-kwalificatiewedstrijd thuis tegen Kazachstan. Vrba nam Škoda een jaar na zijn debuut als international mee naar het EK 2016. Hierop speelde hij als invaller in de poulewedstrijden tegen Kroatië en Turkije. Tegen Kroatië maakte hij een doelpunt.

## Erelijst
| Competitie                           | Aantal         | Jaren            |                |                |
| Bohemians 1905                       | Bohemians 1905 | Bohemians 1905   | Bohemians 1905 | Bohemians 1905 |
| ------------------------------------ | -------------- | ---------------- | -------------- | -------------- |
| Kampioen van Fotbalová národní liga  | 1×             | 2008/09          |                |                |
| Slavia Praag                         |                |                  |                |                |
| Kampioen van 1. česká fotbalová liga | 1×             | 2016/17, 2018/19 |                |                |
| Winnaar van Pohár FAČR               | 2×             | 2017/18, 2018/19 |                |                |
| Individueel                          |                |                  |                |                |
| Topscorer 1. česká fotbalová liga    | 1×             | 2016/17          |                |                |